# Névtelen-nyelő (Vértesszőlős)
A Névtelen-nyelő az egyik időszakosan működő jellegzetes víznyelőbarlang, amely a Duna–Ipoly Nemzeti Parkban lévő Gerecse hegységben található. Denevérek is előfordulnak járataiban.

## Leírás
Vértesszőlős külterületén, a Halyagos-hegy ÉNy-i oldalában lévő Farkas-völgy felső szakaszán van töbör aljáról nyíló és berepülő nyílással ellátott vaslemezajtóval lezárt bejárata. A piros sáv jelzésű forgalmas turistaút mellett helyezkedik el a függőleges tengelyirányú és mesterséges jellegű bejárat. A Szőlősi Arany-lyuk bejáratától kb. 30 m-re ÉK-re található a bejárata.
Bejárati aknájának felső 5,5 m-e beton-zsalukő falazattal van kiépítve. A nagyon korrodált falú, alsó harmadában rövid részen két ágra oszló bejárati akna 0,6–1,5 m átmérőjű és 18,5 m mély, amely a 2–4,5 m széles, 8 m hosszú és 0,8–1,2 m magas Kürtős-terembe vezet. A terem mennyezete 2–2,5 m-ig felboltozódik a közepén nyíló, 9,7 m magas kürtőnél.
A terem felső végéhez egy 1,2–1,8 m széles, 4,5 m hosszú és 0,6–0,8 m magas járat csatlakozik, mely tekervényes, kis letörésekkel osztott kuszodával folytatódva egy 8 m mély hasadékaknához vezet. A terem alsó végénél kezdődő és összeszűkülve végződő másik hasadékakna 12 m mély.
Az időszakosan aktív víznyelőbarlang felső triász vastagpados dachsteini mészkő bonyolult törésrendszere mentén jött létre elsősorban a beszivárgó vizek korróziós hatására, de tágításában az erózió is jelentős szerepet játszott. A Kürtős-teremben szép függőcseppkövek keletkeztek. A barlang alsó részei mindig nedvesek. A Duna–Ipoly Nemzeti Park Igazgatóság engedélyével látogatható.
Levegőjének hőmérséklete alacsonyabb az átlagosnál, a Kürtős-teremben 4–8 °C között változik. Az éves átlag 6,7 °C. A Gerecse Barlangkutató és Természetvédő Egyesület végzett a Névtelen-nyelőben denevér-megfigyeléseket, amelyek során 4 denevérfaj; kis patkósdenevér, horgasszőrű denevér, közönséges denevér és barna hosszúfülű-denevér jelenlétét állapították meg a csoporttagok. Az észlelési adatok és a néha fellelhető friss ürülék alapján kis faj- és egyedszámú alkalmi téli és feltételesen nyári denevér-szálláshelynek tekinthető.
1977-ben volt először Névtelen-nyelőnek nevezve a barlang az irodalmában. Előfordul a barlang az irodalmában 19.sz. viznyelő (Juhász 1978), 19. sz. víznyelő (Székely 1994), 19.sz. víznyelő (Juhász 2007), Felsö Aranylyuk (Polacsek 1989), gerecsei 18.sz. nyelö (Polacsek 1989), Gerecsei 18. számú víznyelő (Polacsek 1991), H - 12 A (Polacsek 1989), Névtelen-barlang (Lendvay 1980), Névtelen-nyelö (Polacsek 1989), Névtelen nyelő (Lendvay 1978) és Névtelen-nyelők (Lendvay 1977) neveken is.

## Kutatástörténet
1977-ben a Kőbányai Barlangkutató és Hegymászó Szakosztály a Névtelen-nyelőkből (Névtelen-nyelőből) kibontott 1500 vödör hordalékot eredmény nélkül és felszíni szűrőgátsort épített. 1978-ban a szakosztály a Szőlősi Arany-lyuk rányelőjével, a Névtelen nyelővel sokat kínlódott. Az út mellett nyíló barlangot védeni kellett a kíváncsi kirándulók ellen, ezért körbe lett kerítve.
A tavaszi táborozáskor Csapi Dezső, Farkas Béla és társai 5–6 m³ anyagot távolítottak el a meredek falú nyelőből, amely a Szőlősi Arany-lyuktól 30 m-re helyezkedik el. A táborozás végén jól látható volt, hogy egy 15–18 m mély, ember számára járható, de omlásban lévő ferde hasadékba fognak jutni. A táborozás utáni esők miatt azonban a nem megfelelően biztosított és túl meredek szögben bontott akna majdnem teljesen beomlott.
A Vértes László Karszt- és Barlangkutató Csoport 1978. évi jelentése szerint a csoport az addigi eredmények miatt átértékelte a csoport által 1969-ben készült helyszínrajzot és ezért a 19.sz. viznyelő egy bontás alatt lévő töbör. A jelentéshez mellékelve lett egy 1:10.000 méretarányú helyszínrajz, amelyen a Halyagos-hegy barlangjainak és víznyelőinek elhelyezkedése látható. A helyszínrajzon jelölve van a számmal jelölt víznyelő helye. Az 1978. évi MKBT Beszámolóban napvilágot látott a jelentés nyomtatott változata.
1979-ben a Kőbányai Barlangkutató és Hegymászó Szakosztály Csapi Dezső által vezetett csapata nagy munkát végzett a nyelőnél és bejutott a szabad barlangjáratba, amelyet 8 m mélységig és 13 m hosszúságig járt be. A végpontot egy kő zárta el, de a ledobott kövek hangja kb. 10–12 m-en keresztül jól hallható. A szakosztály 1979. évi jelentésében az van írva, hogy a Szőlősi Arany-lyukból, a Hófehérke-barlangból és a Névtelen-nyelőkből álló rendszer kutatásával (amelyeknek összefüggése a szakosztály által 1976-ban ki lett mutatva) a Gerecse legnagyobb barlangjainak feltárulását várja a szakosztály.
A rendszer valószínűleg a Vértes László-barlang felett egyesül és járatainak mérete feltételezhetően akkora vagy szerencsés esetben nagyobb lesz, mint a magas termei miatt sokszor említett Vértes László-barlang mérete. Az sem elképzelhetetlen, hogy az egyesült barlangágak a Vértes László-barlang végpontja, a Szifon-terem alá vezetnek. Ebben az esetben a Gerecse legnagyobb és legmélyebb barlangja lenne. A Szőlősi Arany-lyuk rendszeréhez még 2 feltáratlan víznyelő tartozik, de lehet, hogy még 4–5 nyelővel is kapcsolatban van. A jelentéshez mellékelve lett egy fekete-fehér fénykép, amelyen a Szőlősi Arany-lyuk rendszeréhez tartozó Névtelen-töbör látható.
1980-ban befejezte a szakosztály a Névtelen-barlang feltárását a nagy omlásveszély miatt és a barlang kutatását a Vértes László Karszt- és Barlangkutató Csoport vette át. Ebben az évben Lendvay Ákos, Somorjai Tibor, Takács László és Bukor László mérték fel. Az 1980. évi MKBT Műsorfüzet szerint a Szőlősi Arany-lyuktól kb. 30 m-re lévő töbröt két barlangkutató csoport bontotta. A szakosztály 1980. évi jelentésében látható egy fekete-fehér fénykép, amelyen a kiácsolt Névtelen-barlang figyelhető meg.
Az 1980. évi MKBT Beszámolóban publikált szakosztályi jelentés szerint a Szőlősi Arany-lyuktól ÉK-re kb. 30 m-re, a piros jelzésű út bal oldalán található töbör bontását 1978-ban kezdték a szakosztály tagjai. A barlang triász dachsteini mészkőben jött létre. Valószínűleg összefügg az út jobb oldalán lévő, szintén bontás alatt álló töbörrel és a Szőlősi Arany-lyukkal. Ismeretlenek a kiácsolt bejáratot 1980. október végén beomlasztották és az ácsolatot eltávolították, ezért a barlang nem járható. Az 1982. évi MKBT Beszámolóban publikálva lett az 1978. évi csoportjelentéshez mellékelt helyszínrajz, amelyen jelölve van a víznyelő helye. Az 1984-ben kiadott Magyarország barlangjai című könyvben nem szerepel a barlang, az országos barlanglistában sem.
A Külker SC Barlangkutató Csoport 1989. évi jelentésében az van írva, hogy a Névtelen-nyelö további nevei gerecsei 18.sz. nyelö, Felsö Aranylyuk és H - 12 A. A Turul emlékműtől 2710 m-re, 425 m tengerszint feletti magasságban helyezkedik el (1989-es 1:40.000-es Gerecse turistatérkép alapján). Fedett karsztos felszínen, a Hajagoson ÉNy–DK-i irányban áthaladó törésvonalon lévő nyelők utolsó tagjaként elhelyezkedő nagy méretű völgytalpi töbör. 1–1,5 m mélyen található a szálkő. Az időszakosan aktív víznyelő vízgyűjtőterülete kb. 2000–3000 m². A Szőlősi Arany-lyuk rányelője. Feltárás szempontjából a hajagosi terület egyik legígéretesebb nyelője. A jelentéshez mellékelve lett egy helyszínrajz, amelyen jelölve van helye, valamint a nyelőt ábrázoló hossz-szelvény rajz és keresztszelvény rajz, amelyeket Kulcsár László készített.
A Tatabányai Barlangkutató Egyesület 1991. évi jelentése szerint az Egér-lyuk a Gerecsei 18. számú víznyelő (Névtelen-nyelő) rányelője. Az egyesület a Gerecsei 18. számú víznyelőből nagy mennyiségű szemetet távolított el. A Palota Barlangkutató Csoport végez a Gerecsei 18. számú nyelő rányelőjében feltáró munkát. A tagok szerint nagy munkát azokon a pontokon érdemes végezni, amelyek jelenleg is aktívaknak mutatkoznak, illetve több tektonikus preformáció kereszteződésében találhatók. Ilyen például a Névtelen-nyelő. A jelentéshez mellékelve lett helyszínrajz, amelyen jelölve van helye és színes fénykép, amelyen megfigyelhető a 18. számú víznyelő.
Az 1994. évi Limesben közölt, Székely Kinga által írt tanulmányban az olvasható, hogy a 4630/80 barlangkataszteri számú Névtelen-barlang másik neve 19. sz. víznyelő. Bertalan Károly barlangleltárában nem szerepel az üreg. A Barlangtani Intézetben a beomlott barlangnak nincs kataszteri törzslapja, térképe, fényképe és irodalmi törzslapja, de kutatási törzslapja van.
2001-ben a Gerecse Barlangkutató és Természetvédő Egyesület a bejárati kutatóakna fölé közlekedőhidat és új csigaállást épített, amelyek nagyon megkönnyítették a kibontott anyag felszínre hordását. Az aknaszelvényt 4×4 m szelvényűre bővítette. A kutatóakna 3 m mélységben érte el a szálkőben lévő barlangot. A kutatási évad befejezése után, a kutatási jelentés összeállításakor, 2002. január 13-án a szálkőben haladó barlangjárat 5,5 m-es mélységében (11,5 m-rel az eredeti töbörtalp alatt) sikerült a tagoknak áttörniük a törmelékdugót és légteres barlangjáratokba jutottak.
Az egyesület 2001. évi jelentése szerint a Farkas-völgy felső szakaszán lévő víznyelősor (Vértes László-barlang – Szende-barlang – Szőlősi Arany-lyuk) legfelsőbb tagja az inaktív Névtelen-nyelő. A barlangot 50–60 m hosszig és kb. 20 m mélységig tárták fel. A kutatóakna az 1970-es évek végén kb. 10 m mély volt és 1980-ban teljesen beomlott. Az egyesület 1998 óta próbálja kibontani a kutatóaknát.
Az egyesület 2002. évi jelentésében az olvasható, hogy a Kürtős-terem alsó végén egy kereszthasadék mentén keletkezett rövid mellékjárat talpán a légréses törmelék között látszik egy függőleges akna szája, melyben a bedobott kő 8–10 m-t esik. 2002. január 27-én sikerült a Kürtős-terem alsó végén az álfenék átbontásával egy 12 m mély, alul-felül tág, de középső részén kellemetlenül összeszűkülő hasadékaknába jutni. 2002. május 3-án lett felfedezve az Anyák napi-akna. A barlang 62 m hosszú és 32,6 m mély.
2002-ben lett kiépítve bejárata. A könnyebb megközelítés miatt közlekedőakna épült, melyben a közlekedést beépített vaslétra segíti. A közlekedőakna tetejére szögvas kerettel vízszintes helyzetben vasbeton ágyazatba rögzített, zárt szelvényű vaslemez ajtó lett beépítve, amely speciális belső zárszerkezettel van ellátva. Ebben az évben az egyesület a barlang két jellegzetes pontjára, a bejárati akna középső részére és a Kürtős-terem alsó végére 0,2 °C beosztású higanyos hőmérőket telepített, valamint az alsó mérési ponton radon detektort helyezett el.
Juhász Márton 2007. évi tanulmányában részletesen le van írva. A publikációban az van írva, hogy a Vértesszőlősön lévő Névtelen-nyelő közhiteles barlangnyilvántartási száma 4630-80, UTM-kódja CT07C2. Az időszakosan aktív víznyelőbarlang 62 m hosszú és 32,6 m mély. A lezárt barlang a Duna–Ipoly Nemzeti Park Igazgatóság vagyonkezelői hozzájárulásával látogatható. Védelmi intézkedés, beavatkozás jelenleg nem szükséges. A barlangban a Gerecse Barlangkutató és Természetvédő Egyesület 2002 és 2006 között 16 téli, 10 tavaszi, 11 nyári és 11 őszi (összesen 48) denevér-megfigyelést végzett, amelyek közül 7 téli, 3 tavaszi, 1 nyári és 4 őszi (összesen 14) volt eredményes. A barlangban végzett denevér-megfigyelésekkel kapcsolatos irodalom Juhász Márton 5 kéziratából áll.
| Dátum              | Rhin. hip. | Myo. natt. | Myo. myo. | Ple. aur. | indet sp. |
| ------------------ | ---------- | ---------- | --------- | --------- | --------- |
| 2002. január 13.   | –          | 1          | –         | –         | –         |
| 2002. január 27.   | –          | 1          | –         | 1         | –         |
| 2002. február 16.  | –          | 2          | –         | –         | –         |
| 2002. február 26.  | –          | 2          | –         | –         | 1         |
| 2002. március 10.  | –          | 2          | –         | –         | –         |
| 2002. március 26.  | –          | 2          | –         | –         | –         |
| 2002. november 24. | –          | –          | –         | –         | 1         |
| 2002. december 27. | –          | 1          | –         | –         | –         |
| 2003. január 18.   | –          | 1          | –         | –         | –         |
| 2003. február 25.  | –          | 1          | –         | –         | –         |
| 2004. november 28. | 1          | –          | 1         | –         | –         |
| 2005. március 26.  | –          | 1          | –         | –         | –         |
| 2005. október 31.  | –          | –          | –         | –         | 1         |
| 2006. június 3.    | –          | –          | –         | –         | 1         |

## Denevér-megfigyelések
| \| Dátum \| Rhin. hip. \| Myo. natt. \| Myo. myo. \| Myo. bech. \| Ple. aur. \| indet sp. \| \| -------------------- \| ---------- \| ---------- \| --------- \| ---------- \| --------- \| --------- \| \| 2002. január 13. \| – \| 1 \| – \| – \| – \| – \| \| 2002. január 27. \| – \| 1 \| – \| – \| 1 \| – \| \| 2002. február 16. \| – \| 2 \| – \| – \| – \| – \| \| 2002. február 26. \| – \| 2 \| – \| – \| – \| 1 \| \| 2002. március 10. \| – \| 2 \| – \| – \| – \| – \| \| 2002. március 26. \| – \| 2 \| – \| – \| – \| – \| \| 2002. április 28. \| – \| – \| – \| – \| – \| – \| \| 2002. május 26. \| – \| – \| – \| – \| – \| – \| \| 2002. június 23. \| – \| – \| – \| – \| – \| – \| \| 2002. július 27. \| – \| – \| – \| – \| – \| – \| \| 2002. augusztus 25. \| – \| – \| – \| – \| – \| – \| \| 2002. szeptember 27. \| – \| – \| – \| – \| – \| – \| \| 2002. október 27. \| – \| – \| – \| – \| – \| – \| \| 2002. november 24. \| – \| – \| – \| – \| – \| 1 \| \| 2002. december 27. \| – \| 1 \| – \| – \| – \| – \| \| 2003. január 18. \| – \| 1 \| – \| – \| – \| – \| \| 2003. január 25. \| – \| – \| – \| – \| – \| – \| \| 2003. február 25. \| – \| 1 \| – \| – \| – \| – \| \| 2003. március 25. \| – \| – \| – \| – \| – \| – \| \| 2003. április 27. \| – \| – \| – \| – \| – \| – \| \| 2003. május 28. \| – \| – \| – \| – \| – \| – \| \| 2003. június 28. \| – \| – \| – \| – \| – \| – \| \| 2003. július 30. \| – \| – \| – \| – \| – \| – \| \| 2003. augusztus 26. \| – \| – \| – \| – \| – \| – \| \| 2003. szeptember 28. \| – \| – \| – \| – \| – \| – \| \| 2003. október 25. \| – \| – \| – \| – \| – \| – \| \| 2003. november 28. \| – \| – \| – \| – \| – \| – \| \| 2003. december 28. \| – \| – \| – \| – \| – \| – \| \| 2004. február 28. \| – \| – \| – \| – \| – \| – \| \| 2004. június 28. \| – \| – \| – \| – \| – \| – \| \| 2004. november 28. \| 1 \| – \| 1 \| – \| – \| – \| \| 2004. december 28. \| – \| – \| – \| – \| – \| – \| \| 2005. március 26. \| – \| 1 \| – \| – \| – \| – \| \| 2005. október 31. \| – \| – \| – \| – \| – \| 1 \| \| 2006. február 28. \| – \| – \| – \| – \| – \| – \| \| 2006. június 3. \| – \| – \| – \| – \| – \| 1 \| \| 2006. szeptember 17. \| – \| – \| – \| – \| – \| – \| \| 2006. december 16. \| – \| – \| – \| – \| – \| – \| \| 2008. december 28. \| – \| – \| – \| – \| – \| 10 \| \| 2009. február 28. \| 6 \| – \| – \| – \| – \| – \| \| 2009. május 31. \| 1 \| – \| – \| – \| – \| – \| \| 2009. október 3. \| 1 \| – \| – \| – \| – \| – \| \| 2009. december 28. \| 4 \| – \| – \| – \| – \| – \| \| 2010. április 14. \| 2 \| – \| – \| – \| – \| – \| \| 2010. június 26. \| – \| – \| – \| – \| – \| – \| \| 2010. augusztus 15. \| – \| – \| – \| – \| – \| – \| \| 2010. december 8. \| – \| – \| – \| – \| – \| – \| \| 2012. április 21. \| – \| – \| – \| – \| – \| – \| \| 2012. augusztus 26. \| – \| – \| – \| – \| – \| – \| \| 2012. november 18. \| – \| – \| – \| – \| – \| – \| \| 2012. december 30. \| 5 \| – \| – \| – \| 1 \| – \| \| 2013. február 3. \| 7 \| – \| – \| – \| – \| – \| \| 2013. március 3. \| 1 \| 4 \| 2 \| – \| – \| – \| \| 2013. április 1. \| 2 \| – \| – \| 1 \| – \| – \| \| 2013. június 2. \| – \| – \| – \| – \| – \| – \| \| 2013. augusztus 3. \| – \| – \| – \| – \| – \| – \| \| 2013. október 27. \| – \| – \| – \| – \| – \| – \| \| 2014. január 20. \| 3 \| 1 \| – \| – \| – \| – \| \| 2014. február 23. \| 2 \| – \| – \| – \| – \| – \| \| 2014. március 2. \| 2 \| – \| – \| – \| – \| – \| \| 2014. december 27. \| 13 \| – \| 1 \| – \| – \| – \| |            |            |           |            |           |           |
| Dátum | Rhin. hip. | Myo. natt. | Myo. myo. | Myo. bech. | Ple. aur. | indet sp. |
| 2002. január 13. | –          | 1          | –         | –          | –         | –         |
| 2002. január 27. | –          | 1          | –         | –          | 1         | –         |
| 2002. február 16. | –          | 2          | –         | –          | –         | –         |
| 2002. február 26. | –          | 2          | –         | –          | –         | 1         |
| 2002. március 10. | –          | 2          | –         | –          | –         | –         |
| 2002. március 26. | –          | 2          | –         | –          | –         | –         |
| 2002. április 28. | –          | –          | –         | –          | –         | –         |
| 2002. május 26. | –          | –          | –         | –          | –         | –         |
| 2002. június 23. | –          | –          | –         | –          | –         | –         |
| 2002. július 27. | –          | –          | –         | –          | –         | –         |
| 2002. augusztus 25. | –          | –          | –         | –          | –         | –         |
| 2002. szeptember 27. | –          | –          | –         | –          | –         | –         |
| 2002. október 27. | –          | –          | –         | –          | –         | –         |
| 2002. november 24. | –          | –          | –         | –          | –         | 1         |
| 2002. december 27. | –          | 1          | –         | –          | –         | –         |
| 2003. január 18. | –          | 1          | –         | –          | –         | –         |
| 2003. január 25. | –          | –          | –         | –          | –         | –         |
| 2003. február 25. | –          | 1          | –         | –          | –         | –         |
| 2003. március 25. | –          | –          | –         | –          | –         | –         |
| 2003. április 27. | –          | –          | –         | –          | –         | –         |
| 2003. május 28. | –          | –          | –         | –          | –         | –         |
| 2003. június 28. | –          | –          | –         | –          | –         | –         |
| 2003. július 30. | –          | –          | –         | –          | –         | –         |
| 2003. augusztus 26. | –          | –          | –         | –          | –         | –         |
| 2003. szeptember 28. | –          | –          | –         | –          | –         | –         |
| 2003. október 25. | –          | –          | –         | –          | –         | –         |
| 2003. november 28. | –          | –          | –         | –          | –         | –         |
| 2003. december 28. | –          | –          | –         | –          | –         | –         |
| 2004. február 28. | –          | –          | –         | –          | –         | –         |
| 2004. június 28. | –          | –          | –         | –          | –         | –         |
| 2004. november 28. | 1          | –          | 1         | –          | –         | –         |
| 2004. december 28. | –          | –          | –         | –          | –         | –         |
| 2005. március 26. | –          | 1          | –         | –          | –         | –         |
| 2005. október 31. | –          | –          | –         | –          | –         | 1         |
| 2006. február 28. | –          | –          | –         | –          | –         | –         |
| 2006. június 3. | –          | –          | –         | –          | –         | 1         |
| 2006. szeptember 17. | –          | –          | –         | –          | –         | –         |
| 2006. december 16. | –          | –          | –         | –          | –         | –         |
| 2008. december 28. | –          | –          | –         | –          | –         | 10        |
| 2009. február 28. | 6          | –          | –         | –          | –         | –         |
| 2009. május 31. | 1          | –          | –         | –          | –         | –         |
| 2009. október 3. | 1          | –          | –         | –          | –         | –         |
| 2009. december 28. | 4          | –          | –         | –          | –         | –         |
| 2010. április 14. | 2          | –          | –         | –          | –         | –         |
| 2010. június 26. | –          | –          | –         | –          | –         | –         |
| 2010. augusztus 15. | –          | –          | –         | –          | –         | –         |
| 2010. december 8. | –          | –          | –         | –          | –         | –         |
| 2012. április 21. | –          | –          | –         | –          | –         | –         |
| 2012. augusztus 26. | –          | –          | –         | –          | –         | –         |
| 2012. november 18. | –          | –          | –         | –          | –         | –         |
| 2012. december 30. | 5          | –          | –         | –          | 1         | –         |
| 2013. február 3. | 7          | –          | –         | –          | –         | –         |
| 2013. március 3. | 1          | 4          | 2         | –          | –         | –         |
| 2013. április 1. | 2          | –          | –         | 1          | –         | –         |
| 2013. június 2. | –          | –          | –         | –          | –         | –         |
| 2013. augusztus 3. | –          | –          | –         | –          | –         | –         |
| 2013. október 27. | –          | –          | –         | –          | –         | –         |
| 2014. január 20. | 3          | 1          | –         | –          | –         | –         |
| 2014. február 23. | 2          | –          | –         | –          | –         | –         |
| 2014. március 2. | 2          | –          | –         | –          | –         | –         |
| 2014. december 27. | 13         | –          | 1         | –          | –         | –         |